# Евреи на Фиджи
Евреи на Фиджи являются национальным меньшинством. По данным переписи населения, которая состоялась июле 2006 года, население Фиджи составляло 905 949 человек. Из них 60 человек идентифицировали себя как евреи и 300 человек указали, что имеют еврейское происхождение, главным образом они проживают в столице Фиджи городе Суве.

## История
История евреев на Фиджи переплетается с колонизацией островов Фиджи европейскими исследователями и поселенцами. Большинство из этих поселенцев прибыли на Фиджи через Австралию и Новую Зеландию.
Одним из первых поселенцев на Фиджи был торговец по имени Александр Шмэррилл Боумен (еврейское имя Александр Бен Шмуэль), который родился 9 января 1847 года в Шнайдемюле в Пруссии (современная Пила в Польше) и умер в 1909 году в Сиднее, Новый Южный Уэльс, Австралия. Боумен был владельцем фирмы Боумен и Авраамов из Левуки и Ломаломы. 25 июля 1877 года в Левуке, бывшей столице Фиджи, он женился на Саре Аннет Соломон.

## Современное положение
До того как была создана Еврейской ассоциации Фиджи, деятельности среди еврейской общины была мало организованна. Среди евреев существует ограниченное общение, в основном связанное с проведением религиозных обрядов. После создания Еврейской ассоциации Фиджи началось налаживание связей между евреями Фиджи и Израилем. Посольство Израиля проводит ежегодный пасхальный седер, который вмещает от 50 до 60 человек. Кошерная еда импортируется из Австралии.
Израиль и Фиджи установили дипломатические отношения. В мае 2002 года премьер-министр Фиджи Лайсения Карасе, еврей по происхождению, провел переговоры с послом Израиля Рут Кахановой. На переговорах было решено, что несмотря на дальнее расположение стран, обе страны должны укреплять взаимные связи. Хотя на Фиджи нет посольства Израиля, посол Израиля в Канберре, Австралия, представляет интересы Израиля на Фиджи.

## Кладбища
В настоящее время на Фиджи сохранились три кладбища, расположенные на Моми, Левука и Сува (старое кладбище) с еврейскими надписями на надгробных плитах, относящихся к первому еврейскому поселению в XIX веке.